# Předprodukce
Předprodukce stádium tvorby filmu a začíná obvykle rozhovorem. Konat se může kdekoliv a producenti, scenáristé a řídící pracovníci studia se při něm poprvé baví o koncepci a potenciálních hercích pro svůj film.

## Vymezení a producent

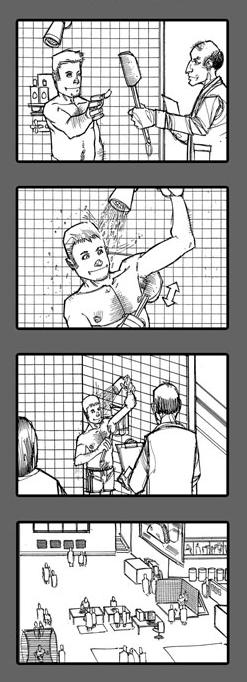
Ukázka storyboardu

Jak se traduje ve filmovém folklóru je schůzka před filmem krátkým shrnutím myšlenky na film, která, pokud uspěje, nadchne některého z vedoucích pracovníků studia nebo jiné vlivné jedince. Některé nápady projdou prvním schválením, ale nepodaří se je realizovat. Další nápady, jako například výchozí myšlenka Jamese Camerona na Titanic (1997) míněná původně jako milostný příběh, mohou vést k filmové klasice.
Producent je od samého počátku ústřední postavou pro natočení filmu. Může to být energický, tvůrčí typ, nebo být součástí skupiny, která má volnější vazby na filmový průmysl, ale zná hvězdu filmu. Od dnů hollywoodského studiového systému začala být definice producenta stále neurčitější a mnozí producenti se nyní snaží prosadit, aby byly úkoly pro producenta definovány zřetelněji. Producent je však tradičně zodpovědný za zajištění peněz k natočení filmu.

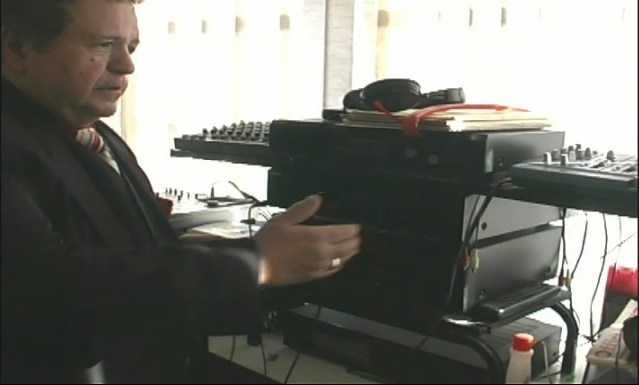

Ve většině případů pocházejí peníze na film od vedoucích pracovníků studia. Stejně jako v případě producentů se tito vedoucí pracovníci liší, pokud jde o rozsah pravomocí. Všude, kde je to na místě, zajišťují peníze a silně se angažují při spolupráci se scenáristou a s producentem v průběhu další fáze vzniku filmu.

## Stadium vývoje
Producenti a řídící filmoví pracovníci v restauracích a kancelářích prodebatují a dojednají smlouvu. V tomto stadiu předloží scenárista rovněž návrh scénáře. Producenti či řídící pracovníci scenáristu obvykle znají z předchozí spolupráce nebo ze zkušeností na podobném typu projektů. Ať už je postavení scenáristy jakékoliv, scénář se velmi často znovu a znovu přepisuje, aby uspokojil producenty a studia v procesu známém jako vývoj, který si, pokud je dostatečně mučivý, může dokonce zasloužit název "vývojové peklo". Když je scénář dokončen a je považován za něco, co představuje potenciálně výdělečný projekt, dají řídící pracovníci studia filmu "zelenou" a začne fáze předprodukce.
Ve stadiu vývoje mohou být angažováni herci. Tento případ je ještě pravděpodobnější, pokud se scénář píše pro konkrétního herce nebo je spojen se známým týmem herec/režisér/produkční tým (jako například James Cameron/Arnold Schwarzenegger v 80. a 90. letech 20. století). Další situace, kdy takovýto případ může nastat, je, pokud je herec sám režisérem (například Clint Eastwood nebo Mel Gibson). Hvězdy, které mají velká jména u pokladen, se často angažují během vývojové fáze, aby zajistily nezbytné financování filmu. Vrcholná hvězda může být zárukou až 30 milionu dolaru na film - a může rovněž dostat procentuální podíl z hrubého zisku. Méně známí herci se obvykle angažují ve stadiu předprodukce. Její součástí jsou aktivity nutné k tomu, aby byl film připravený k produkci, tedy k filmování. Součástí těchto aktivit je obsazení, vyhledávání míst k natáčení, provádění historického průzkumu a storyboard.

## Producent a produkční tým

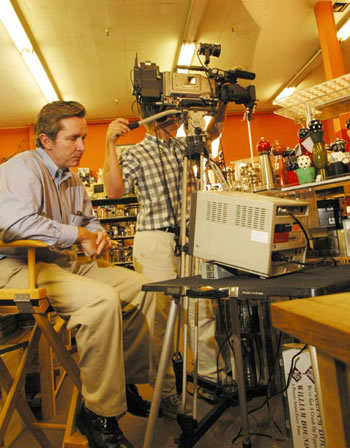

Podle toho, nakolik se angažuje, může nést producent odpovědnost za výběr místa natáčení, sestavení pracovního harmonogramu a rozpočtu a najmutí štábu, jehož součástí je hlavní kameraman, vedoucí výroby, návrhář kostýmů, skladatel a střihač. Ve stadiu předprodukce je práce pro praktické členy produkčního oddělení, kteří propočítávají náklad na přípravu a natáčení filmu. V tomto stadiu vyhledává příslušný specialista nejlepší lokace k natáčení filmu. To mohou být reálné exteriéry, například Karlovy Vary pro Casino Royale (2006), nebo přesvědčivá náhražka, jako například využití Itálie pro ulice New Yorku 19. století.

## Výrobní štáb
K angažování herců prostuduje osoba odpovědná za obsazení scénář, aby si ujasnila, které role je nutno obsadit. V USA například může využít služeb soukromé společnosti Breakdown Services, která každodenně distribuuje seznamy dostupných rolí agentům a osobním manažerům Sdružení filmových herců (SAG). Agenti a manažeři pak předloží jména klientů, kteří mohou být pro danou roli vhodní. Po zkouškách a přijetí pak osoba odpovědná za obsazení dojedná s hercem smlouvu.
Kromě toho je angažován kameraman, vedoucí výroby a střihu. Režisér a hlavní kameraman mohou prodiskutovat zamýšlenou podobu filmu a způsob, jak ji dosáhnout. Hlavní kameraman se může poradit s vedoucím výroby a štábem, aby se ubezpečil, že do návrhu scény mohou být zakomponovány kamery. Při plánování záběru se scény netočí chronologicky: například veškerý děj v jednom exteriéru se točí najednou, třebaže ve finální verzi mohou jednotlivé scény z časového hlediska následovat různě. Střihač pak všechny scény při postprodukci seřadí v logickém sledu.